# Горний Град — Медвещак
Горньи град — Медвещак (хорв. Gornji grad — Medveščak) — один из 17 районов Загреба, столицы Хорватии. находится в центре города. На русский язык хорв. Gornji grad переводится как «верхний город». Президент совета района — Анджелко Шучур.
Район граничит с районами: Долний Град (на юге), Чрномерец (на западе), Подслеме (на севере) и Максимир (на востоке).
По переписи 2001 года, население Горний град — Медвещака составляет 36 384 человека, а площадь — 10,12 км², шестой по величине район в Загребе.
В Горнем граде — Медвещаке находятся самые старые и самые красивые части Загреба: Градец, Каптол, Загребский кафедральный собор, Церковь Святого Марка, Хорватский парламент (Sabor) и Ткалчичева, популярная улица для пешеходов. На территории района расположено крупнейшее загребское кладбище — Мирогой.

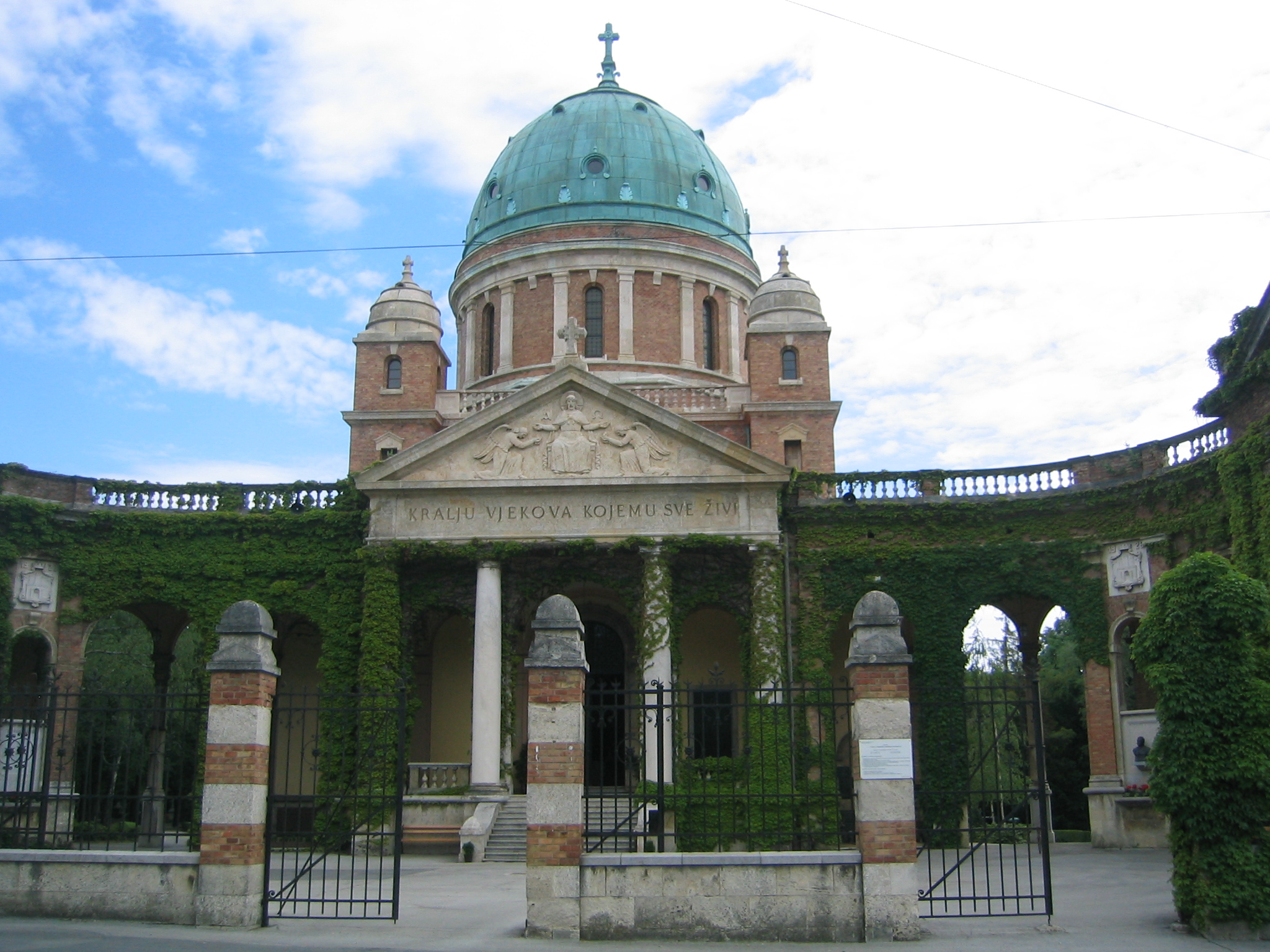
Главный вход на кладбище Мирогой

Самое загруженное шоссе в районе — улица Медвещак. К северу от Гупчевой Звезды шоссе называют дорогой Ксавер, а к югу от Дегеновой улицы — улица Рибняк. Улица Рибняк — только 3-полосная, что является причиной многочисленных дорожных пробок. На шоссе идёт загребский трамвай, линии 8 и 14. Через район города проходят следующие маршруты автобусов: 102—106, 140, 158, 201—203, 226 и 238.
До 1994 года Горний град — Медвещак состоял из 13 местных округов: «Аугуст Цесарец», Горний Град (Верхний Город), Гупчева звиезда (Звезда Матии Гупца), «Иван Кукулевич Сакцински», Кралевац, Медвещак, Нова Вес (Новая Улица), Петрова (Улица св. Петра), Рибняк, «Степан Радич», Шалата, Тушканац и Вочарска.